# Elselijn Kingma
Elisabeth Marjolijn (Elselijn) Kingma (1981) is een Nederlands filosoof. Zij is sinds 1 januari 2021 hoogleraar aan King's College London waar zij de Peter Sowerby Chair in Philosophy and Medicine bekleedt. Hiervoor werkte zij als universitair hoofddocent bij de Universiteit van Southampton. Daarnaast bekleedde Kingma tussen 2012 en 2019 de Socrates-leerstoel Filosofie en Techniek aan de Technische Universiteit Eindhoven.

## Opleiding
Kingma studeerde Klinische Geneeskunde en Cognitieve Neuropsychologie aan de Universiteit Leiden. In 2008 promoveerde zij aan de Universiteit van Cambridge op de dissertatie ‘Health and disease: defining our concepts’.

## Academische carrière
Nadien werkte zij als onderzoeker voor de National Institutes of Health in Bethesda (VS), King's College London en de Universiteit van Cambridge. Sinds 2013 is zij als universitair hoofddocent verbonden aan de Universiteit van Southampton. Haar onderzoek concentreert zich op medische filosofie, filosofie van de biologie en de metafysica van zwangerschap. Voor laatstgenoemde discipline ontving Kingma in 2016 €1,2 miljoen uit het fonds van de Europese onderzoeksraad, in een periode van vijf jaar te besteden aan haar onderzoek Better Understanding the Metaphysics of Pregnancy (Voor een beter begrip van de metafysica van zwangerschap). In deze context bespreekt zij onder meer de kunstmatige baarmoeder en de vraag of wij ante partum een deel zijn geweest van onze moeders. Naast wetenschappelijke artikelen publiceert Kingma ook regelmatig bijdragen in de dagbladpers. In 2020 won zij de Philip Leverhulme Prize, een prijs die wordt toegekend aan 'uitmuntende een onderzoeker wiens werk internationaal aanzien krijgt en wiens toekomstige carrière bijzonder veelbelovend is.'